# South Australian Football Association 1883
South Australian Football Association 1883 var sjette sæson i australsk fodbold-ligaen South Australian Football Association. Ligaen havde deltagelse af fem hold, som sluttede i følgende rækkefølge:
1. Norwood Football Club
2. Port Adelaide Football Club
3. South Park Football Club
4. South Adelaide Football Club
5. North Adelaide Football Club

Norwood vandt dermed for sjette gang i træk ligaen som den sidste i en stime på seks titler i træk.